# Morazzone
Morazzone (lombardul: Morazzon) település Olaszországban, Varese megyében. Lakosainak száma 4288 fő (2023. január 1.). Morazzone Caronno Varesino, Castiglione Olona, Gazzada Schianno, Gornate-Olona, Lozza, Brunello és Castronno községekkel határos.

## Népesség
A település népességének változása:
| Lakosok száma | 4282 | 4287 | 4288 |
|               | 2017 | 2018 | 2023 |